# Țapu, Sibiu
Țapu (în dialectul săsesc Apestref, Apesterf, în germană Abtsdorf bei Marktschelken, Appesdorf, Apesdorf, în maghiară Csicsóholdvilág) este un sat în comuna Micăsasa din județul Sibiu, Transilvania, România.

## Istoric

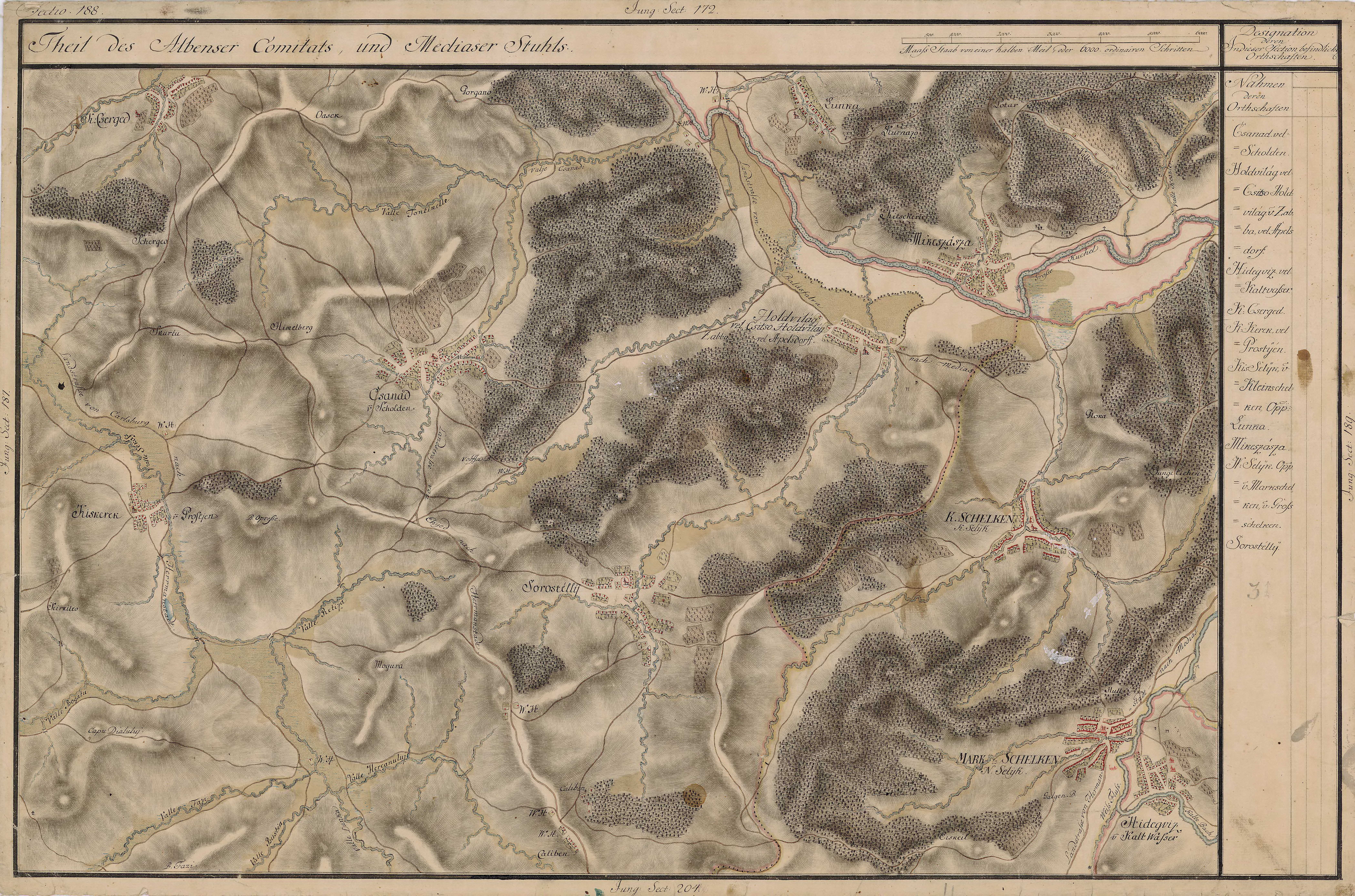
Ţapu în Harta Iosefină a Transilvaniei, 1760-1773

În secolul al XIII-lea satul făcea parte din propietățile  abației de la Igriș, din care cauză i se spunea Villa Abbatis (Satul Abatelui). Dintr-un document din deceniul al șaptelea al secolului al XV-lea aflăm că acest sat forma, alături de alte trei așezări, o unitate bisericească al cărei decanat era la Cenade.
Așezarea și locuitorii săi au fost supuși unui proces lung de schimbare a unui statut de comună aservită din secolul al XIV-lea, până la cel de comună liberă ca urmare a desfințării iobagiei din secolul al XIX-lea, respectiv anul 1848. Din documentele existente rezultă că în secolul al XIII-lea localitatea a făcut parte din proprietățile abației de Igriș, motiv pentru care pe atunci i se spunea Villa Abbatis sau, altfel spus, "Satul Abatelui".
În al șaptelea deceniu al secolului al XV-lea, un document menționează că Țapu împreună cu alte trei localități: Șoroștin, Mănărade și Cenade, făceau parte dintr-o uniune religioasă al cărei decanat se situa la Cenade. Ulterior, aceste localități au format și o uniune administrativă. Au existat numeroase încercări din partea nobilimii maghiare de despărțire a acestor uniuni administrativ - religioase, încercări soldate cu eșecuri repetate datorită faptului că acestea se bucurau de protecție regală. Mai târziu, la mijlocul secolului al XVII-lea, cele patru au intrat în posesiunea principelui Gheorghe Rákóczi al II-lea. La sfârșitul secolului al XVIII-lea, Maria Terezia le arondează conților Teleki.

## Date geologice
Pe teritoriul acestei localități se găsesc izvoare sărate. 

## Biserica Evanghelică-Lutherană
- Vezi și Biserica fortificată din Țapu

Biserica-hală  se afla pe dealul care domină comuna și e înconjurată de o  incintă  ovală. Construită din piatră brută de carieră, biserica datează de la începutul secolului al XV-lea, așa cum reiese din formele stilistice caracteristice goticului târziu. Corul lung și îngust este împărțit de două puternice arce frânte  într-un pătrat boltit în cruce  și o absidă  pentagonală. Grosimea pereților denotă faptul că peste cor s-a intenționat construirea unui turn, asemenea bisericilor apropiate din Axente Sever și Agârbiciu.

## Fortificația
Incinta, construită din piatră de râu și de carieră, înaltă de 6 m, este prevăzută cu două rânduri de metereze. De asemenea se mai pot zări urmele unui drum de strajă în consolă. Turnul este prevăzut cu un drum de strajă construit sub acoperișul în patru ape. Intrarea pietonală era protejată de o hersă.

## Galerie de imagini

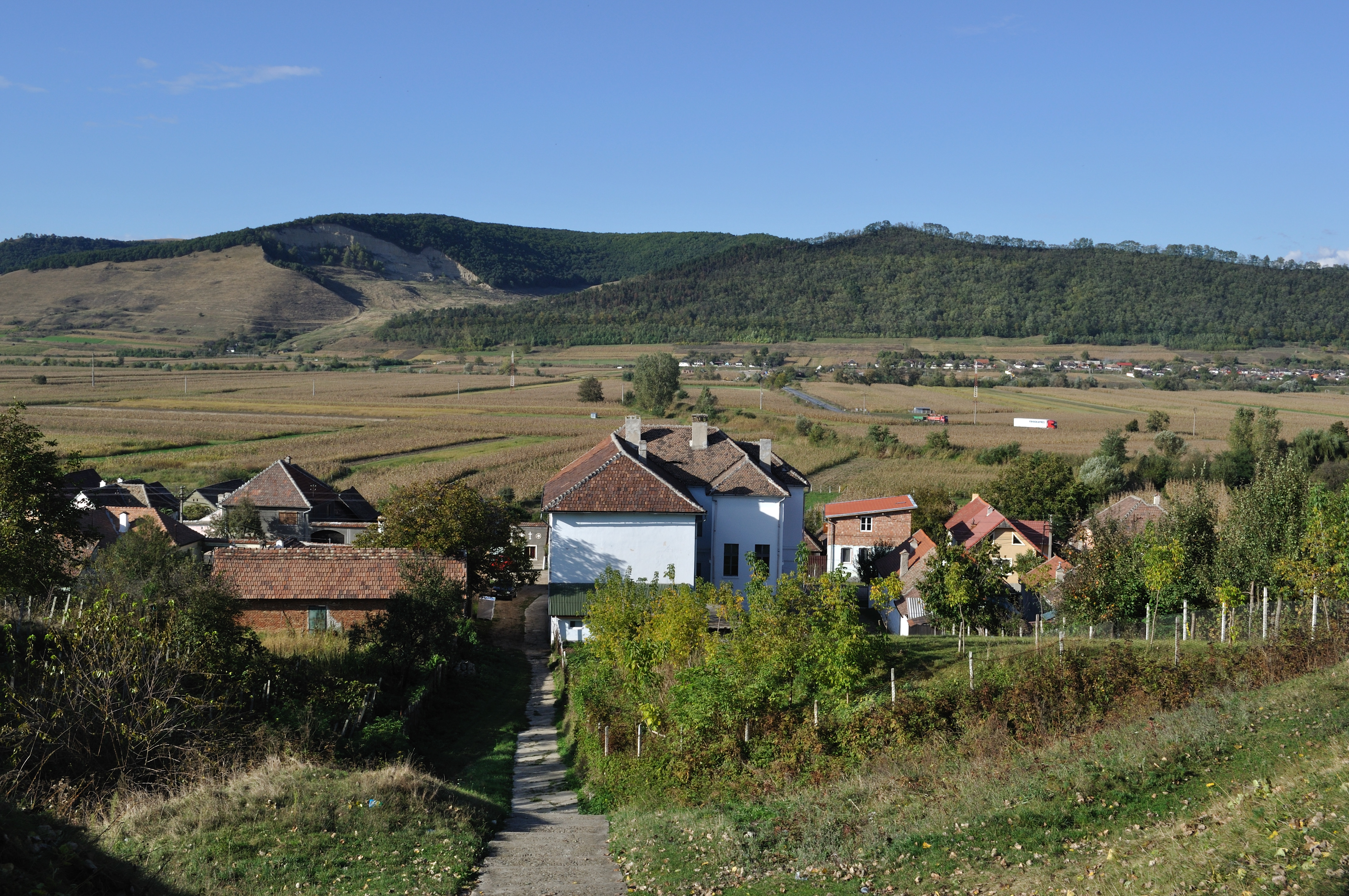
Panoramă spre Micăsasa
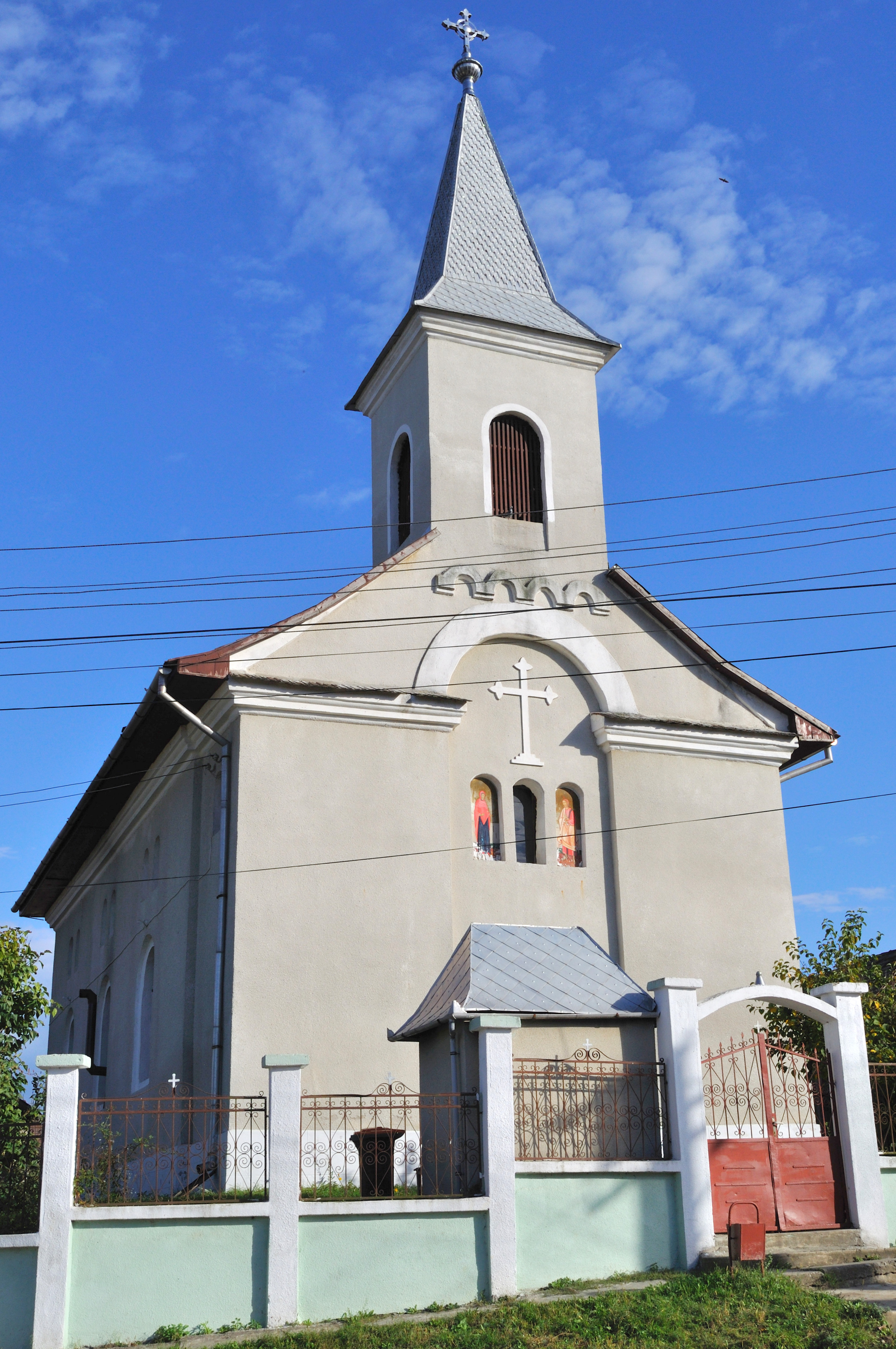
Biserica ortodoxă Sf. Ilie Tezviteanul